# JUST POP (라디오 프로그램)
《신혜림의 JUST POP》은 대한민국의 방송사 문화방송의 라디오 채널 MBC FM4U에서 매일 새벽 1시부터 새벽 2시까지 방송되었던 심야 팝 음악전문 라디오 프로그램이다. 2023년 11월 19일 자로 4년 만에 폐지되었다.

## 역대 방송시간
| 방송 채널 | 방송 기간                          | 방송 시간                             |
| --------- | ---------------------------------- | ------------------------------------- |
| MBC FM4U  | 2019년 4월 1일 ~ 2020년 5월 10일   | 매일 새벽 2:00 ~ 새벽 3:00            |
| MBC FM4U  | 2020년 5월 11일 ~ 2021년 10월 31일 | 매일 새벽 1:00 ~ 새벽 2:00            |
| MBC FM4U  | 2023년 5월 7일 ~ 2023년 11월 19일  | 매일 새벽 1:00 ~ 새벽 2:00            |
| MBC FM4U  | 2021년 11월 1일 ~ 2023년 4월 30일  | 월요일 ~ 토요일 새벽 1:00 ~ 새벽 2:00 |
| MBC FM4U  | 2023년 5월 1일 ~ 2023년 11월 20일  | 매일 새벽 1:00 ~ 새벽 2:00            |